# ロイ・チャオ
ロイ・チャオ（喬宏、Roy Chiao、1927年3月16日 - 1999年4月14日）は、香港の俳優。

## 人物
上海生まれ。父親は中国国民党の要職を務めた人物。少年時代は上海のアメリカン・スクールで学び、朝鮮戦争では通訳として従軍した。朝鮮戦争終結後、日本でセールスマンをしていたこともある。そのため、上海語・広東語・北京語など中国各地の言語のほか、英語・日本語も堪能。特技はボクシング・ダイビング・乗馬・飛行機操縦。プロテスタントを信仰。
俳優としてのデビューは1949年の台湾映画だが、正式に俳優として活動を始めたのは1955年（出演作は翌1956年公開）。大きくたくましい体格とワイルドな風貌を生かした役柄で人気を得、とりわけ1960年代の映画に数多く出演した。1970年代にはテレビにも進出。
アメリカ映画への出演経験を買われて1973年、『燃えよドラゴン』に起用され、少林寺の高僧にしてリー（ブルース・リー）の師匠にあたる人物を演じた。小型飛行機を操縦できるため、ハンの島の空中撮影にも協力した。
マイケル・ホイ監督・主演の『Mr.BOO!』シリーズなどのコメディ作品や、『インディ・ジョーンズ/魔宮の伝説』（上海でクラブを経営するギャングのラオ・チェ役）ほか英語圏の海外作品など、独特の風貌や得意の語学を生かして幅広く活躍した。
1990年以降は心臓の病気のため仕事を減らしていた。1995年、自動車の運転中に心臓発作に見舞われたが、緊急手術によって一命を取り留めた。翌1996年に復帰したが、1999年4月15日、アメリカのシアトルで自動車での帰宅途中に4度目の心臓発作を起こし、72歳で死去した。

## 主な出演作品
- 侠女
- 燃えよドラゴン
- 迎春閣之風波
- 忠烈図
- 燃えよデブゴン
- 死亡遊戯
- 死亡の塔
- Mr.Boo!ギャンブル大将
- Mr.Boo!天才とおバカ
- インディ・ジョーンズ/魔宮の伝説
- ブラッド・スポーツ
- プロテクター
- 新Mr.Boo!香港チョココップ
- スペクターX
- 検事Mr.ハー/俺が法律だ
- サイクロンZ
- 香港魔界大戦
- チャイナシャドー
- 女人、四十。